# 矢吹香那
矢吹香那（やぶき かな）是一位日本作曲家、作詞家，所屬事務所為Smile Company，也以香那、Kana的名義活動。
出身於宮城縣，三歲就接觸鋼琴，十歲左右也開始學習小號，之後畢業於東京音樂大學器樂科，小號是她的專攻項目。

## 作品

### 傑尼斯事務所藝人
- 稲垣吾郎（SMAP）
  - 愛與戀愛（作詞/作曲）
- NEWS
  - Push On!（作曲）
- 少年隊
  - PLAYZONE'06 Change
    - 最後的工作（作曲；共作）
- 山下智久（NEWS）
  - Let me（作曲）

### 女性藝人
- 福原美穗
  - 夢想者（作詞/作曲）
  - 不停哭泣（作詞/作曲）
  - 戀愛節奏 -Believe My Way-（作詞；共作）
- 青山黛瑪
  - 給媽媽（作詞/作曲；作詞與本人共作）
- May J.
  - Shiny Sky（作曲）
- FireLily
  - Eternal Story（作曲）　
  - Tears ～成為你的眼淚～（作詞；與本人共作）
- ELISA
  - STORY（作詞/作曲；作詞共作）
- 坂本真綾
  - Topia（作曲）
- 福田沙紀
  - Snow Rain（作詞/作曲）
- Tina
  - Time goes by -I'll be there-（作曲；共作）
  - innamorato（作曲）
- 莉亞·迪桑
  - LOVE SWEET CANDY（作曲）
- 加賀美聖良
  - 繽紛的心（作詞/作曲）
- 清浦夏實
  - 七色（作詞/作曲）
  - 花火（作詞/作曲）（《玉響》5.5話插曲）
- 中島愛
  - 南瓜蛋糕（作詞/作曲）

### 團體
- 羊毛和花
  - Tadaima、歡迎回來（作詞/作曲）
- RSP
  - End Of Loop（作詞）
- BROWN SUGAR
  - TalktoMe（作詞；與本人共作）
  - Amanogawa（作詞；與本人共作）
- 茉奈 佳奈
  - 那一天的門（作曲）
  - 我和你和這片天空（作曲）
- 東京女子流
  - 只有煙火的日落（作曲）
- AKB48
  - 冰淇淋之吻（作曲）
- 大國男兒
  - 　Girlfriend（作曲）
- After School
  - 　Because of you（日語作詞）
- NYC
  - 美好邱比特/玻璃·魔法（作詞）

### 動漫歌曲
- 爆漫王。
  - 接近黎明的交響樂（作詞/作曲）
- 異國迷宮的十字路口
  - Tomorrow's Smile（作詞/作曲）
- 最強學生會長
  - 帶我去花圃吧（作詞/作曲）

## 外部連結
- Smile Company （页面存档备份，存于）